# الکساندرا روتان
الکساندرا روتان (به انگلیسی: Alexandra Rotan) (زاده ۲۹ ژوئن ۱۹۹۶) خواننده نروژی است.
او عضو گروه کینو است.